# Kropîvnîk, Starîi Sambir
Kropîvnîk (în ucraineană Кропивник) este un sat în comuna Kneajpil din raionul Starîi Sambir, regiunea Liov, Ucraina.

## Demografie
Componența lingvistică a localității Kropîvnîk
     Ucraineană (99,62%)
     Alte limbi (0,38%)
Conform recensământului din 2001, majoritatea populației localității Kropîvnîk era vorbitoare de ucraineană (99,62%), existând în minoritate și vorbitori de alte limbi.